# Bufo spinosus
Bufo spinosus é uma espécie de anfíbio anuro da família Bufonidae. Está presente na Argélia, Andorra, França, Marrocos, Portugal, Espanha, Tunísia e Reino Unido.